# Aino Kallas
Aino Kallas (Kiiskilä, ma Viborgszkij körzet, Oroszország, 1878. augusztus 2. – Helsinki, 1956. november 9.) finn–észt írónő. 

## Élete
Apja Julius Krohn országosan ismert finn tudós, a fennoman mozgalom híve volt. Testvérei Kaarle Leopold Krohn néprajztudós és Helmi Krohn írónő voltak. Apja az elsők közt volt, akik finn nyelven írt költeményeket publikáltak. 1900-ban férjhez ment Oskar Kallas észt néprajztudóshoz és diplomatához. Szentpéterváron éltek, s öt gyermekük született. 1904-ben Tartuba költöztek, ahol Kallas érdeklődni kezdett új hazája történelme és kultúrája iránt. Csatlakozott a Noor-Eestitársasághoz, amely Észtország függetlensége mellett kampányolt. Munkáit továbbra is finn nyelven alkotta, de gyakran írt észt témákról is. 1922 és 1934 közt Londonban élt, mivel férje Észtország angliai nagykövete lett. Az 1950-es években jelentette meg naplóit az 1897 és 1931 közti időszakról. 
Novellái visszatérő témája az, amit ő maga "gyilkos Erosz"-nak nevezett, azaz a halálos végű, tragikus szerelem. Ez különösen Barbara von Tisenhusen (1923), Reigin Pappi (1926), és Sudenmorsian (1928) című regényekből álló trilógiájában figyelhető meg. A Reigin Pappi és Barbara von Tisenhusen című köteteket 1927-ben angol nyelven is megjelentették, Eros the Slayer cím alatt. Leghíresebb könyvének, a Sudenmorsian-nak, a 17. századi Hiiumaa-n játszódó vérfarkastörténetnek nyelvezete gazdag, archaikus, színes próza. A három történet együtt 1975-ben jelent meg újra angolul, Three Novels címen. 1924-ben egy novellagyűjteménye is megjelent angolul, The White Ship címen, ehhez az előszót John Galsworthy írta. Kallast a Helsinkiben található Hotel Arthur állandó lakójaként ismerték, ma a szálló 543. számú szobáját szentelték neki.
1938-ban az Észt Vöröskereszt érdemrendet, 1942-ben Aleksis Kivi-díjat kapott.

## Fordítás
- Ez a szócikk részben vagy egészben  az   Aino Kallas című angol Wikipédia-szócikk ezen változatának fordításán alapul.  Az eredeti cikk szerkesztőit annak laptörténete sorolja fel. Ez a jelzés csupán a megfogalmazás eredetét és a szerzői jogokat jelzi, nem szolgál a cikkben szereplő információk forrásmegjelöléseként.